# ベアクロウ (菓子)
ベアクロウ（英語: bear claw）は、主に米国で朝食として食べられている洋菓子の一種。イーストで膨らませたアーモンド風味のペイストリーである。
外側に切れ込みが入った不規則な半円形をしており、クマの爪を連想させる形をしている。
ベアクロウにはアーモンドペーストやレーズンを入れることがよくあり、バターペカンやナツメヤシ、クリームチーズなどを入れることもある。
アップルパイのような詰め物をした手の形のドーナツとして、ドーナツ店で販売されることも多いが、一般的にはベアクロウはドーナツではなくペイストリーとして扱われている。